# Феде Віко
Федеріко Віко Вільєгас (ісп. Federico Vico Villegas; нар. 4 липня 1994, Кордова) — іспанський футболіст, півзахисник клубу «Гранада».

## Клубна кар'єра
Федеріко є вихованцем клубу «Кордова» зі свого рідного міста. Він дебютував за свій клуб 23 січня 2011 року в матчі проти «Жирони». У своєму дебютному сезоні Феде з'явився на полі лише одного разу (переважно виступав за команду дублерів), однак протягом двох наступних сезонів він був важливою частиною клубу. Загалом Феде за свій рідний клуб провів п'ятдесят вісім матчів і забив вісім голів.
13 червня 2013 року Феде продали до бельгійського «Андерлехта». Однак початок кар'єри у нього там не склався. Протягом півроку Феде лише кілька разів з'являвся на лаві запасних, а на поле взагалі не виходив.
У січні 2014 року новачок чемпіонату Бельгії клуб «Остенде» орендував Феде в «Андерлехта». Його дебют за «Остенде» відбувся 15 лютого 2014 року в матчі проти «Мехелена». У цьому матчі Феде відзначився красивим голом, зрівнявши рахунок у поєдинку.

## Кар'єра в збірній
Феде грав у різних юнацьких і молодіжних збірних Іспанії. У складі збірної до 19 років він взяв участь у юнацькому чемпіонаті Європи 2013.